# Federação das Empresas de Transportes de Passageiros do Estado do Rio de Janeiro
Fetranspor é a Federação das Empresas de Transportes de Passageiros do Estado do Rio de Janeiro , que congrega dez sindicatos de empresas de ônibus que atuam no transporte urbano, interurbano e de turismo e fretamento. Tem por objetivo a representação das empresas de ônibus  diante da sociedade e esferas governamentais, incentivar sindicatos e empresas do sistema ao aprimoramento contínuo dos serviços e manter intercâmbio com outras entidades da sociedade civil, visando a dar sua contribuição para o desenvolvimento do Estado.

## História
A Fetranspor surgiu em 1955 com o nome de Federação das Empresas de Transportes Rodoviários do Leste Meridional do Brasil. Na época ela representava também as empresas de transporte coletivo de Minas Gerais e do Espírito Santo.
Com a criação do vale-transporte, em 1988, a entidade passa a produzir, gerir e distribuir os tíquetes (atuais RioCard) através da rede de agências do Unibanco (atual Itaú Unibanco), mesmo os destinados a outros modais de transporte (trens, barcas e metrô).
Hoje congrega dez sindicatos de empresas de ônibus no estado do Rio de Janeiro, que por sua vez reúnem 192 empresas de transporte coletivo e 19 de fretamento e turismo.
Trabalha em prol da melhoria contínua do serviço público de transporte, através de investimentos em educação e aprimoramento profissional da classe rodoviária, como é o caso da UCT (Universidade Corporativa do Transporte), do estímulo à reflexão sobre os temas ligados à mobilidade humana, como ocorre com o Congresso sobre Transporte de Passageiros (Etransport) e participa de projetos ligados ao meio ambiente, controle de emissão de poluentes, tecnologias e combustíveis mais limpos, entre outras iniciativas.
No dia 03 de julho de 2017, foram realizadas diversas prisões durante a Operação Calicute, que investiga um suposto esquema de corrupção Fetranspor.